# Киргизская фондовая биржа
Киргизская фондовая биржа (кирг. Кыргыз Фондулук Биржасы) — фондовая биржа в Кыргызстане. Была основана в 1994 году. Первые торги акциями и официальное открытие состоялись в мае 1995 года.
В 2000 году было проведено акционирование Киргизской биржи, одновременно Стамбульская фондовая биржа стала одним из самых крупных акционеров.
В 2001 году Казахстанская фондовая биржа стала акционером Киргизской биржи. В настоящее время биржа — акционерное общество закрытого типа, имеющее 17 акционеров.

## История
С помощью экспертов Американского агентства по международному развитию группа предпринимателей в середине 1994-го года учредила Киргизскую Фондовую Биржу. 25 мая 1995 года состоялась торжественная церемония открытия с участием руководства страны. В тот же день прошли первые торги с акциями АО Эдельвейс. С лета того же года начал регулярно работать Пресс-клуб Фондовой Биржи, раскрывающий информацию о бирже, инвестициях и рынке ценных бумаг.
В 1997 году при активном участии биржи был создан Центральный депозитарий.
Кыргызская фондовая биржа до 2000 года оставалась некоммерческой организацией. В марте 2000 года на третьей конференции стран развивающихся рынков капиталов в Стамбуле с участием делегации из Кыргызстана было объявлено, что Стамбульская фондовая биржа станет одним из акционеров Киргизской фондовой биржи. Акционирование биржи и вступление турецкого партнера в число акционеров было приурочено к её пятилетию.
В 2001 году в число акционеров вступила Казахстанская фондовая биржа.